# Casa del Ferrer (Alins)
La Casa del Ferrer és una obra d'Alins (Pallars Sobirà) inclosa a l'Inventari del Patrimoni Arquitectònic de Catalunya.

## Descripció
Edifici de grans dimensions integrat per planta baixa i tres pisos amb amples galeries en la façana orientada a migdia i situada sota la paret mestre perpendicular al cavall que suporta la coberta de llicorella a dues vessants. La galeria del primer pis és parcialment encegada pel llosat d'un annex adossat a la casa. Les galeries del primer pis és parcialment encegada pel llosat d'un annex adossat a la casa. Les galeries del segon i del tercer pis són protegides per baranes de fusta amb balustres llisos, al centre de les quals s'aixequen bigues de fusta que suporten el cavall del llosat. En els laterals, grossos tornapuntes de fusta reforcen l'aiguavés de la coberta. L'aparell emprat és la pedra pissarrosa local, petita i sense desbastar, coberta per un arrebossat de calç.